# Ярдлі Сміт
Ма́рта Марі́я Я́рдлі Сміт (англ. Martha Maria Yeardley Smith; 3 липня 1964, Париж) — американська акторка, відома озвучуванням Ліси Сімпсон у мультсеріалі «Сімпсони».

## Біографія
Ярдлі Сміт народилася в Парижі, а виросла в Вашингтоні, в сім'ї Джозефа Сміта Ярдлі (10 травня 1931 — 17 січня 2006), першого головного редактора газети «Вашингтон пост».
У США відома ролями в серіалах «Германова голова», «Дарта і Ґреґ» та багатьох інших.
У мультсеріалі «Сімпсони» спочатку пробувалася на роль Барта, але голос Ненсі Картрайт визнали кращим, тоді як Сміт ідеально підійшла для озвучування Ліси.
Протягом 25 років хворіла на булімію. Примітно що в «Сімпсонах», у серії «Sleeping with the Enemy» у її героїні, Ліси, проявився харчовий розлад.
Тричі була одружена: з 1990 по 1992 рік ― з канадським актором Крістофером Гроув, з 2002 до 2008 року ― з Деніелом Еріксоном,  а з 2022 року ― з Деніелом Ґрайсом.

## Фільмографія
- 1986 — Максимальне прискорення
- 1991 — Міські піжони
- 1991–1994 — Германова голова
- 1997 — Краще не буває
- 2007 — Сімпсони у кіно